# Emanuele Barresi
Emanuele Barresi (Livorno, 23 dicembre 1958) è un attore italiano.

## Biografia
Grande appassionato di teatro, Barresi ha cominciato a lavorare con la compagnia "Il Teatro del Carretto". In quegli anni conosce Paolo Virzì e insieme lavorano in una compagnia teatrale amatoriale; successivamente prende parte a diversi film del regista livornese, in parti minori.
Dopo queste esperienze, Barresi si trasferisce da Livorno a Roma per essere più vicino al mondo del cinema, e qui partecipa a diverse fiction televisive, tra le quali Turbo, Distretto di polizia, I liceali.
Nel 2008 scrive e dirige la pellicola Non c'è più niente da fare.
Nel 2010 è il gelataio protagonista di vari episodi pubblicitari per la Sammontana. Dal 2018 è nel cast della soap opera trasmessa su Rai 1 Il paradiso delle signore.

## Filmografia parziale

### Cinema
- Un'anima divisa in due, regia di Silvio Soldini (1993)
- Bonus malus, regia di Vito Zagarrio (1993)
- La bella vita, regia di Paolo Virzì (1994)
- Ovosodo, regia di Paolo Virzì (1997)
- L'estate di Davide, regia di Carlo Mazzacurati (1998)
- Baci e abbracci, regia di Paolo Virzì (1999)
- Settecento, regia di Nico Fulciniti (2002)
- 4-4-2 - Il gioco più bello del mondo, episodio "Balandòr" regia di Francesco Lagi (2006)
- N (Io e Napoleone), regia di Paolo Virzì (2006)
- Non c'è più niente da fare, regia di Emanuele Barresi (2008)
- L'ultima estate, regia di Massimo Ciavarro ed Eleonora Giorgi (2008)
- La prima cosa bella, regia di Paolo Virzì (2010)
- Noi 4, regia di Francesco Bruni (2014)
- La pazza gioia, regia di Paolo Virzì (2016)
- Quanto basta, regia di Francesco Falaschi (2018)
- Notti magiche, regia di Paolo Virzì (2018)

### Televisione
- Turbo
- Distretto di Polizia, episodio 1x16 (2000)
- Distretto di Polizia 5, 1 episodio (2005)
- I liceali
- R.I.S. Roma 3 - Delitti imperfetti, episodio 3x02 (2012) [1]
- Il paradiso delle signore (2018)
- Fosca Innocenti, episodio 1x02 (2022)
- Tutto quello che ho, puntata 1 (2025)